# Meridionalicythere taeniata
Meridionalicythere taeniata is een mosselkreeftjessoort uit de familie van de Hemicytheridae. De wetenschappelijke naam van de soort is voor het eerst geldig gepubliceerd in 1928 door Skogsberg.